# Huánuco megye
Huánuco megye Peru egyik megyéje, az ország középső részén található. Székhelye Huánuco.

## Földrajz
Huánuco megye Peru középső részén helyezkedik el. Nyugati felében az Andok hegyei emelkednek (legmagasabb pontja 3831 méteres), keleten viszont Puerto Inca tartomány egyes részei a 300 méteres magasságot sem érik el. A megye fő folyói a Pachitea, a Marañón és a Huallaga. Északon San Martín és egy rövid szakaszon Loreto, keleten Ucayali, délen Pasco, délnyugaton Lima, nyugaton Ancash, északnyugaton pedig La Libertad megyével határos.

### Tartományai
A megye 11 tartományra van osztva:
- Ambo
- Dos de Mayo
- Huacaybamba
- Huamalíes
- Huánuco
- Lauricocha
- Leoncio Prado
- Marañón
- Pachitea
- Puerto Inca
- Yarowilca

## Népesség
A megye népessége a közelmúltban folyamatosan növekedett:
| Év   | Lakosság |
| ---- | -------- |
| 1940 | 229 268  |
| 1961 | 323 246  |
| 1972 | 409 514  |
| 1981 | 477 877  |
| 1993 | 654 489  |
| 2007 | 762 223  |

## Képek

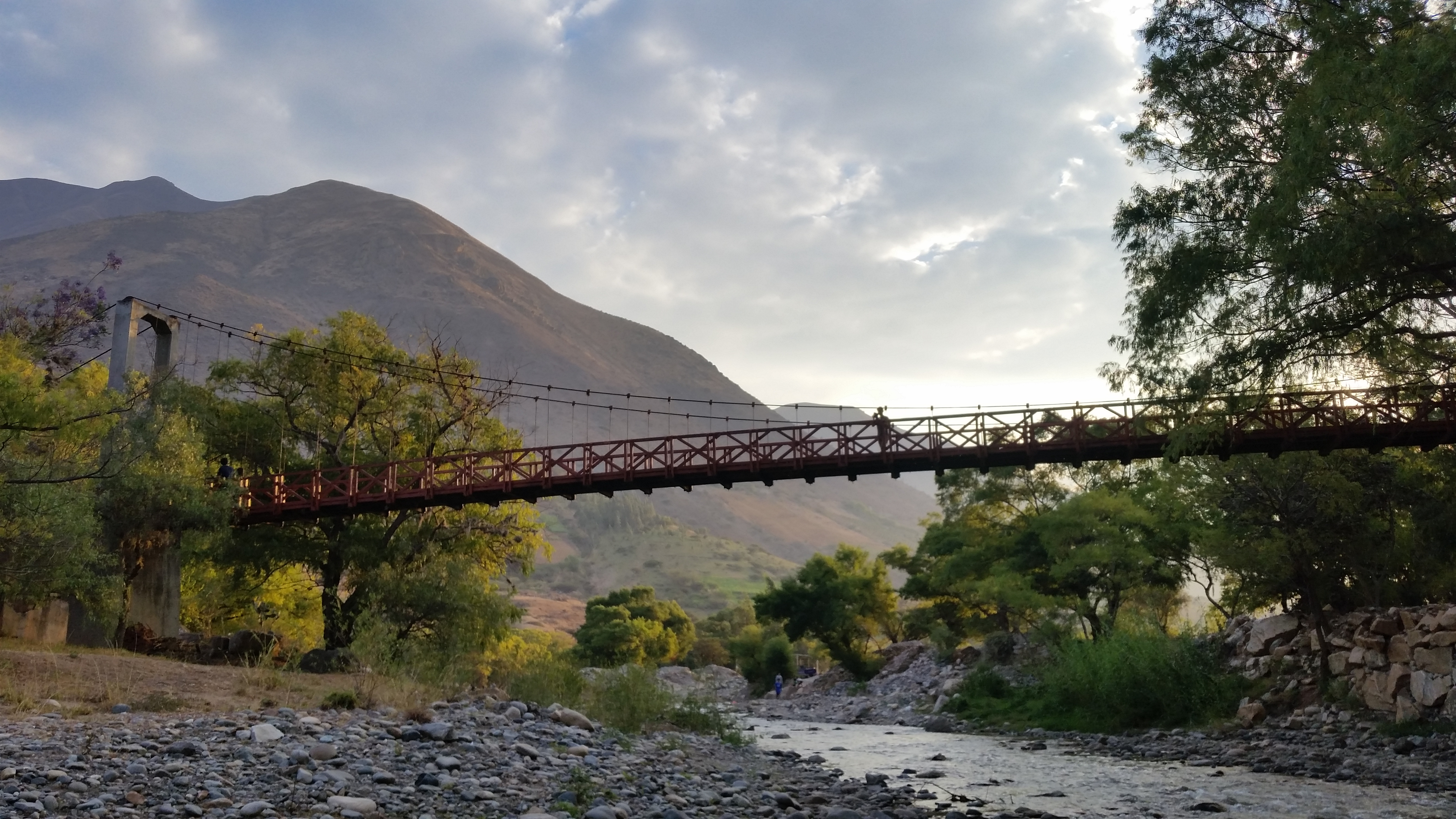
Tájkép
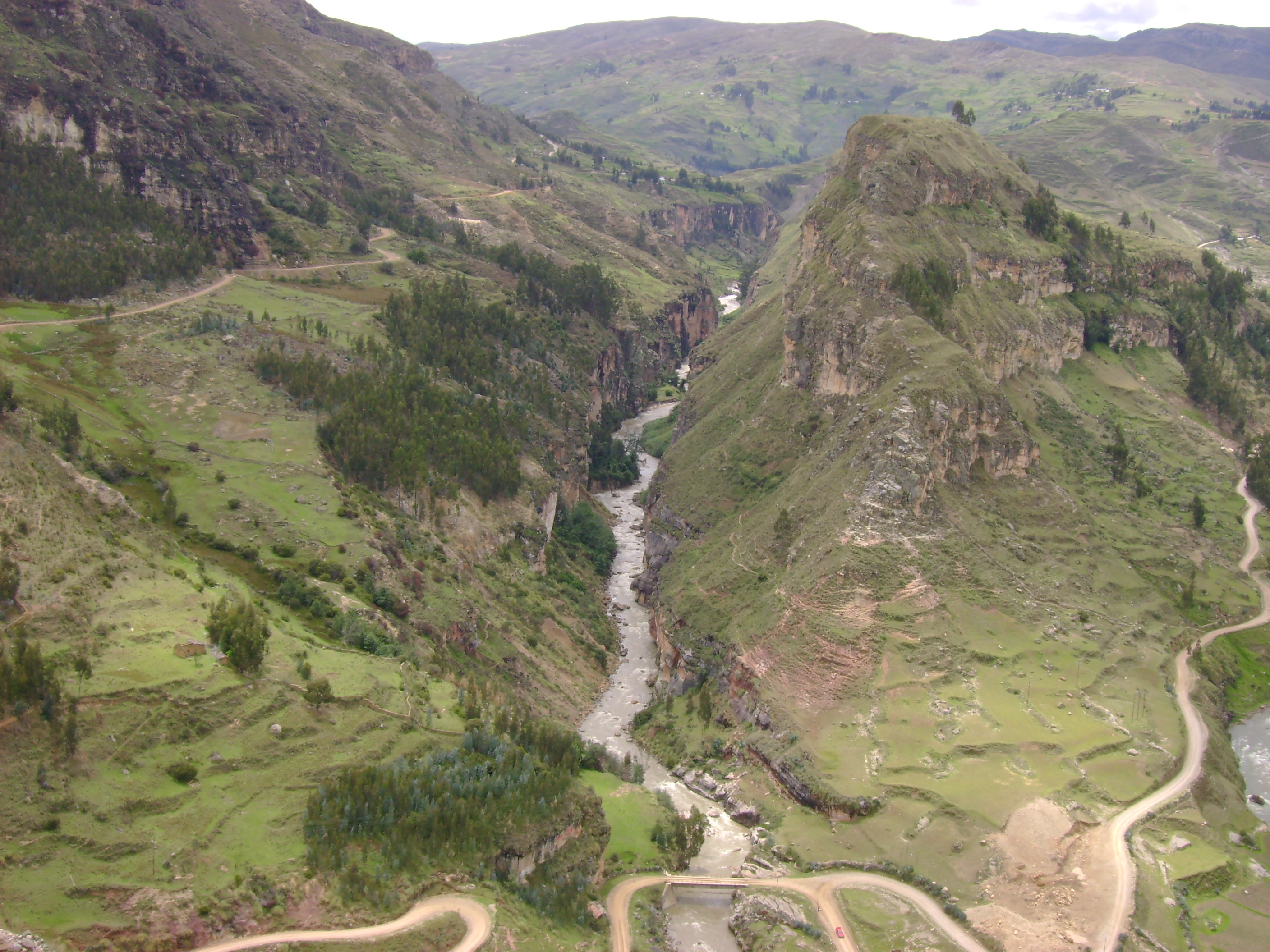
A Lauricocha folyó
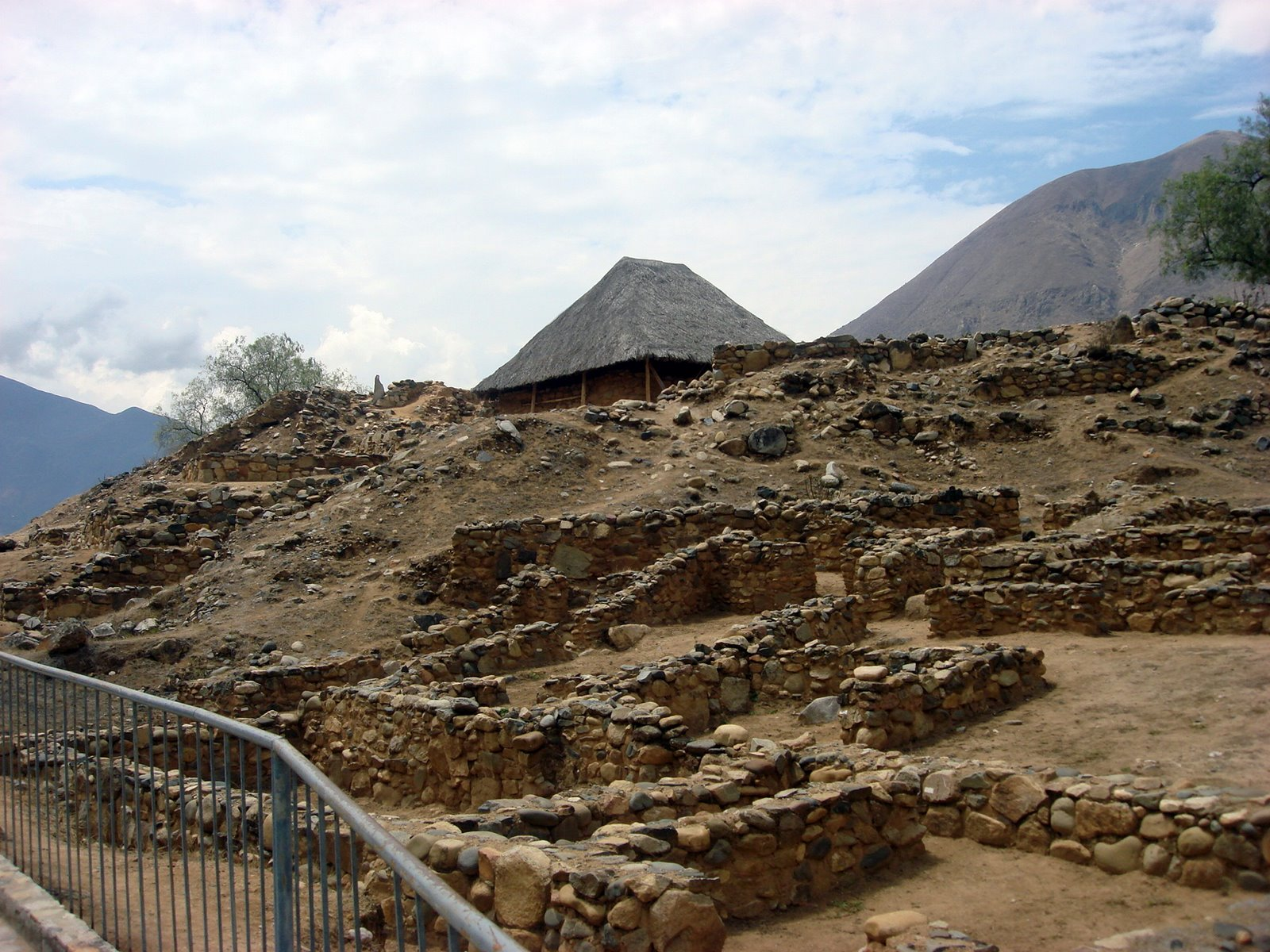
A Kotosh régészeti lelőhely
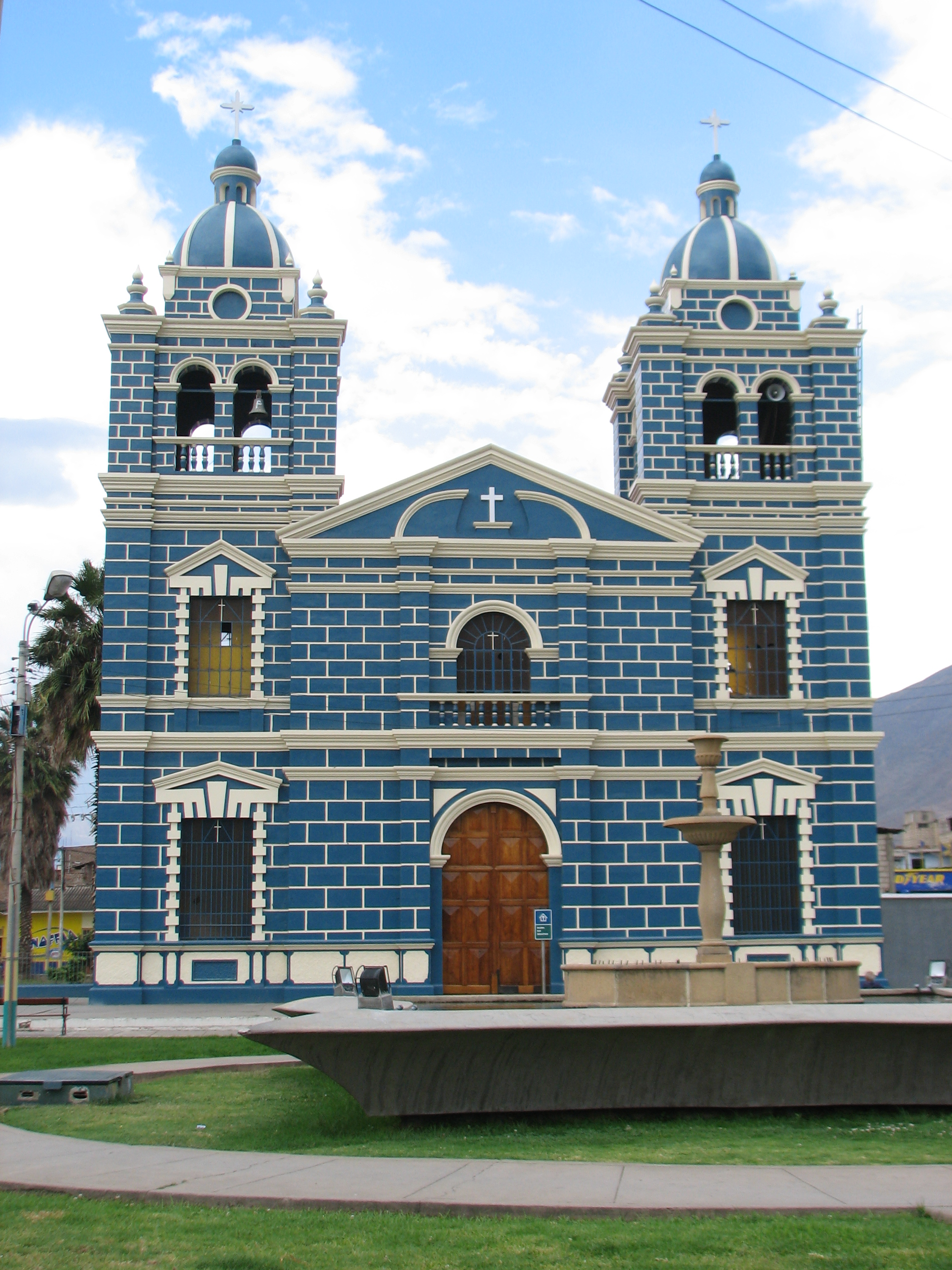
A huánucói Szent Sebestyén-templom